# مرکز فرهنگی ایچیمبیا

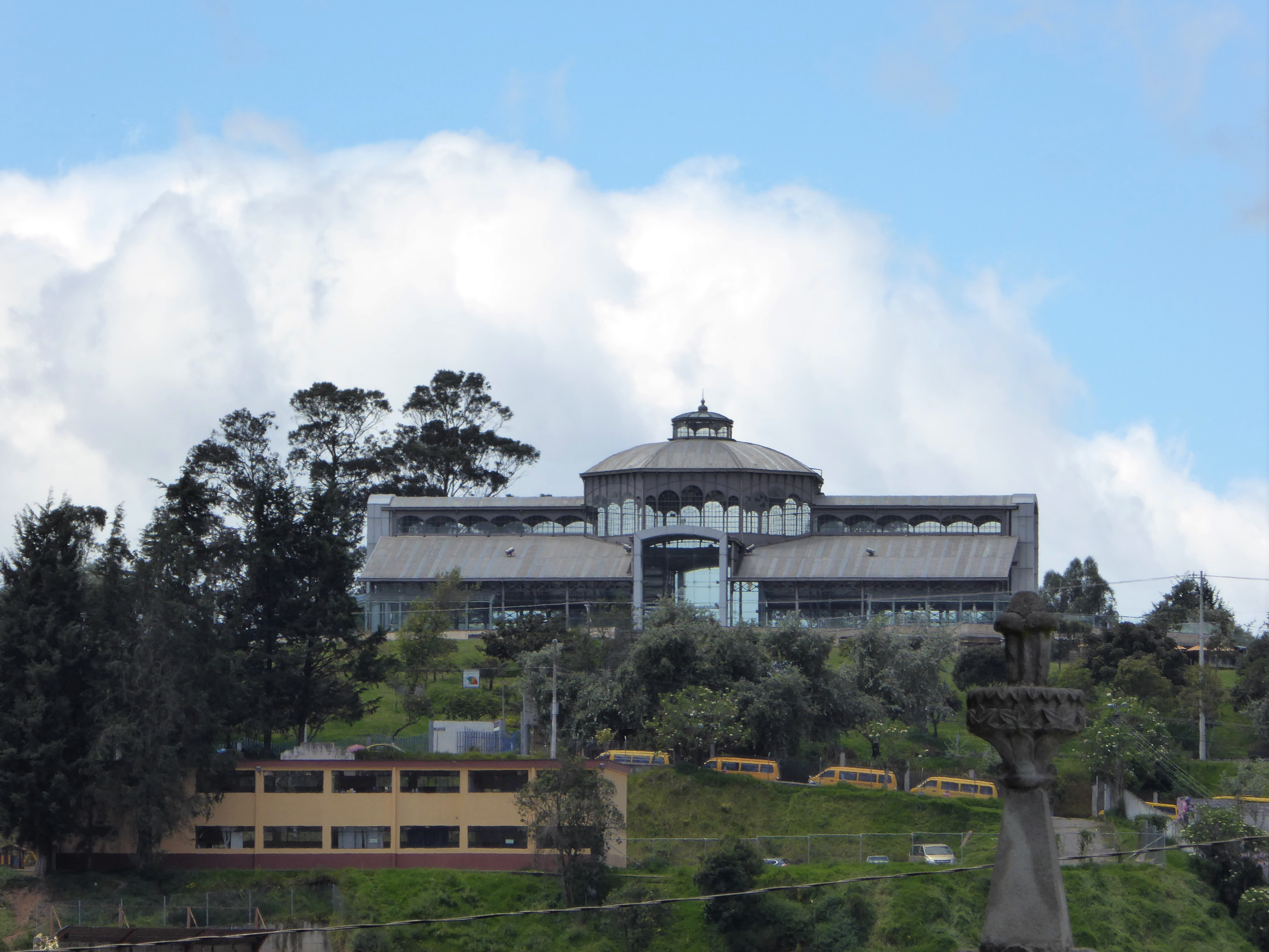

مرکز فرهنگی ایچیمبیا (به اسپانیایی: Centro cultural Itchimbía) (کاخ کریستال، کاخ ایچیمبیا)، ساختمانی از جنس فولاد و شیشه در شهر کیتو، اکوادور است. این بنا در قلهٔ تپه‌ای به همین نام واقع شده و بخشی از مجموعهٔ تفریحی پارک ایچیمبیا محسوب می‌شود. این مرکز برای نمایشگاه‌ها و رویدادهای فرهنگی شهر در نظر گرفته شده و در مدت کوتاهی به یکی از مهم‌ترین نمادهای کیتو تبدیل شده است. ساکنان شهر از آن با عنوان «کاخ کریستال» یاد می‌کنند. مدیریت این مجموعه بر عهدهٔ مرکز فرهنگی کلانشهر است.

## پیشینه
با ارتفاع ۲٬۹۱۰ متر از سطح دریا، تپهٔ ایچیمبیا در دوران بومیان محل استقرار گروه‌های انسانی مختلف بود. در دوران اشغال کیتو (قوم) و سپس ساپا اینکا، این فضا به نیایش خدایان، به‌ویژه اینتی اختصاص یافت. در دوران استعمار، این تپه برای قرن‌ها یکی از موانع طبیعی شهر اسپانیایی کیتو به‌شمار می‌رفت و از آن به‌عنوان محل شکار و آموزش نظامی استفاده می‌شد.
در دههٔ ۱۹۲۰، تاریخ‌نگار و باستان‌شناس جاسینتو خیسون ای کامانیو، کُنت کاسا خیسون، در این تپه مقبره‌ای پیشاکلمبیایی کشف کرد که شامل اشیای تدفینی ارزشمند، از جمله ماسک طلا و زیورآلات بینی بود. در سال ۱۹۹۷، در جریان آماده‌سازی زمین برای تبدیل آن به پارک، FONSAL در بخش شمال شرقی چندین پیشکش آیینی مربوط به دورهٔ یکپارچگی یافت که مطالعات خیسون را تأیید کرد.

## تاریخچه
در چارچوب پروژهٔ احیای مرکز تاریخی، که در سال ۱۹۹۷ از سوی شهرداری کیتو آغاز شد، تصمیم گرفته شد که زمین‌های قلهٔ ایچیمبیا به پارکی تفریحی، گردشگری و زیست‌محیطی تبدیل شود. پس از مصادرهٔ برخی املاک و تخلیهٔ تعدادی از مهاجران غیرقانونی، منطقه برای جلوگیری از اشغال مجدد بسته شد و کار آغاز گردید. این ۵۴ هکتار به مجموعه‌ای تفریحی بدل شد که گونه‌های بومی گیاهی و جانوری آن نیز حفظ شدند.
شهرداری همچنین تصمیم گرفت ساختمان بازار سانتا کلارا را بازسازی کرده و آن را به مرکز فرهنگی تبدیل کند. این بنا قطعه‌قطعه به پارک ایچیمبیا منتقل شد و سرانجام در ۳۱ ژوئیهٔ ۲۰۰۴، با نمایشگاه باستان‌شناسی «ارباب سیپان»، به روی عموم گشوده شد.

## کاخ کریستال

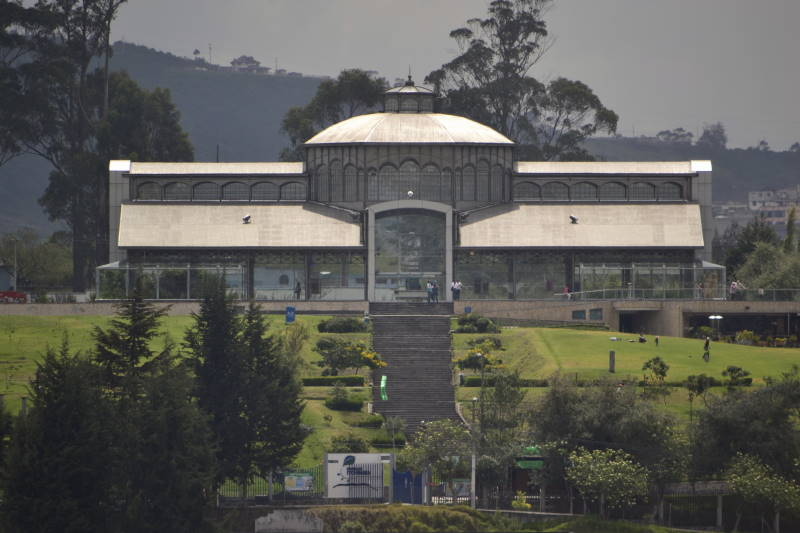
نمای کاخ

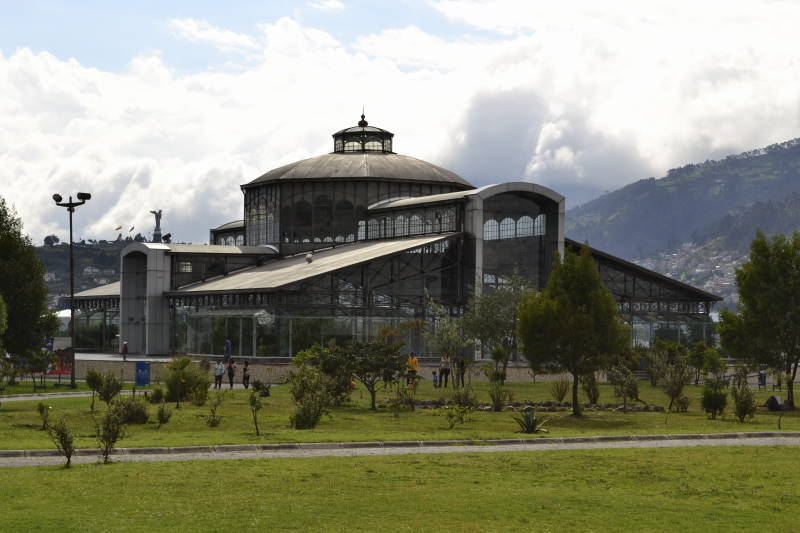
نمای جانبی

این سازهٔ آهنی و رویی در سال ۱۸۹۹، در دورهٔ حکومت ژنرال الوی الفارو، از هامبورگ آلمان وارد شد. به دلیل شباهت شگفت‌انگیزش با محله له‌ال در پاریس، برای همان منظور در نظر گرفته شد و در سال ۱۹۲۰ به بازار سانتا کلارا تبدیل گردید. این بازار در میدان کوچکی روبه‌روی صومعه‌ای به همین نام، در میان خیابان‌های بنالکازار، کوئنکا و روکافوئرت قرار داشت.
سازهٔ آهنی بنا از یک بدنهٔ مرکزی تشکیل شده که گنبدی مدور را نگه داشته است. از این گنبد، دو طاق قوسی کم‌خیز منشعب می‌شود که در مجموع ساختاری به شکل صلیب لاتین را شکل می‌دهد. دیوارهای بنا به‌طور کامل از شیشهٔ مقاوم ساخته شده که امکان نورگیری طبیعی در طول روز را بدون نیاز به برق فراهم می‌کند. این ساختمان پیش از انتقال به مکان نهایی‌اش در پارک ایچیمبیا در سال ۲۰۰۴، توسط کارشناسان صندوق نجات (FONSAL) شهرداری کیتو به‌طور دقیق بازسازی و تقویت شد و بر روی میدان گرانیتی‌ای که به‌ویژه برای این منظور آماده شده بود، قرار گرفت.
در زیر ساختمان اصلی که ۱٬۳۰۰ مترمربع مساحت دارد، سالن‌ها و بخش‌های خدماتی متعددی برای پشتیبانی از فعالیت‌های فرهنگی مجموعه تعبیه شده است. این امکانات شامل تالارهای کنفرانس، سالن‌های رویداد، سرویس‌های بهداشتی و آشپزخانه است. همچنین دو رستوران در این مجموعه وجود دارد که منظره‌ای چشم‌نواز از مرکز تاریخی کیتو ارائه می‌دهند.

## رویدادها
از زمان افتتاح، این مجموعه تحت مدیریت مرکز فرهنگی کلانشهر، که وابسته به دبیرخانهٔ فرهنگ شهرداری کیتو است، قرار دارد. نخستین نمایشگاه بزرگ برگزار شده در این مکان، نمایشگاه باستان‌شناسی سیار ارباب سیپان بود که مهم‌ترین نمایشگاه باستان‌شناسی سیار منطقه محسوب می‌شود.
این محل همچنین میزبان نشست‌های ادبی و نمایشگاه‌های عمومی هنرمندان سرشناس بوده است. در سال ۲۰۰۸، این مجموعه به‌عنوان محل ارائهٔ گزارش سالانهٔ رافائل کورئا، رئیس‌جمهور اکوادور، به کنگرهٔ ملی انتخاب شد؛ چراکه ساختمان کنگره پس از آتش‌سوزی دو سال پیش از آن، در حال بازسازی بود.
ساختمان کاخ کریستال همچنین میزبان اجراهای موسیقی در محوطهٔ روبه‌روی ساختمان بوده است. مهم‌ترین این رویدادها، Quito Fest، جشنوارهٔ سالانهٔ موسیقی کیتو است که از سال ۲۰۰۵ در این مکان برگزار می‌شود. پس از آن، جشنوارهٔ راک در ایچیمبیا نیز از دیگر رویدادهای موسیقی برجسته‌ای است که در این مجموعه برگزار می‌شود.